# پسر (فیلم ۲۰۱۰)
پسر یا بوی (به انگلیسی: Boy) یک فیلم کمدی-درام به کارگردانی تایکا وایتیتی، محصول سال ۲۰۱۳، کشور نیوزیلند است. موضوع این فیلم سن بلوغ است. فیلم پسر پرفروش‌ترین فیلم در تاریخ سینمای کشور نیوزیلند است.
براساس آمارهای ارائه شده از وبگاه راتن تومیتوس، ۸۶٪ از نقدها در مورد این فیلم مثبت بوده و توانسته رتبهٔ ۷٫۳ از ۱۰ بدست آورد. پیتر کالدر از نیوزیلند هرالد به این فیلم ۵ ستاره از ۵ ستاره دارد.

## داستان
سال ۱۹۸۴ میلادی است و مایکل جکسون -با آلبوم تریلر- بر موسیقی کشورهای جهان حکمفرمایی می‌کند؛ حتی در جزیره‌ای دور افتاده در نیوزیلند. پسرکی ۱۱ ساله به نام «پسر» (بوی) که عاشق مایکل جسکون در مزرعه‌ای در جزیره‌ای در کشور نیوزلند کار می‌کند. او یک بز با نام «لیف»، یک برادر کوچکتر با نام «راکی» و چند پسر عمو دارد. «بوی» پدرش را ندیده‌است ولی در رویاهای خود، پدرش را می‌بیند که در دریاها در نبرد با دشمنان پیروز می‌شود و با مایکل جکسون نیز دوست است. اما پدر در همین هنگام و پس از ۷ سال دوباره به خانه بازمی‌گردد تا پولی را که سال‌ها پیش در جایی دفن کرده بود، پیدا کند. و «بوی» با پدرش که فردی بی‌کفایت است روبه‌رو می‌شود…